# Deutsche Gesellschaft für Soziale Psychiatrie
Die Deutsche Gesellschaft für Soziale Psychiatrie e. V. (DGSP) ist ein bundesweiter Zusammenschluss von Reformkräften in der psychosozialen Versorgung. Sie wurde 1970 gegründet und ist überregionale Mitgliedsorganisation des Deutschen Paritätischen Wohlfahrtsverbands (DPWV). Ihre knapp 2.000 Mitglieder (Stand: Ende 2013) kommen aus allen Berufsgruppen der psychosozialen Arbeit.
Die DGSP begreift psychisches Leiden im sozialen Kontext im Sinne der Sozialpsychiatrie. Ziel der DGSP sind Hilfsangebote, die den Bedürfnissen der psychisch leidenden Menschen gerecht werden: Gemeindeintegrative Hilfen sollen den Platz psychiatrischer Anstalten einnehmen, psychiatrische Hilfen sind unabhängig von den versorgenden Institutionen an den Bedürfnissen der Betroffenen personenzentriert zu organisieren und anzubieten. Diese Ziele fördert die DGSP durch bundesweite Kongresse und durch die Herausgabe der Fachzeitschrift »Soziale Psychiatrie«, des Weiteren durch ein Angebot an kurz-, mittel- und langfristiger sozialpsychiatrischer Fortbildung.
Die DGSP hat sich auch dem Problem ungenügender Unterstützung beim Absetzen ärztlich verschriebener Psychopharmaka angenommen. 2023 empfahl sie der Bundesärztekammer, der Deutschen Gesellschaft für Psychiatrie und Psychotherapie, Psychosomatik und Nervenheilkunde e. V. (DGPPN), dem Berufsverband Deutscher Nervenärzte (BVDN), dem Deutschen Hausärzteverband, der Deutschen Gesellschaft für Allgemeinmedizin und Familienmedizin (DEGAM) und anderen Fachverbänden, zum risikoarmen Absetzen von Psychopharmaka individuelle Dosierungen und Taperingstrips (Ausschleichstreifen) auf Rezept zu verschreiben.
Darüber hinaus bezieht die DGSP zu gesundheitspolitischen oder psychiatriepolitischen Entwicklungen Stellung und bringt ihre Meinung in Expertenanhörungen ein. Die DGSP hat Landesverbände in fast allen Bundesländern.
Fachausschüsse:
- Aus-, Fort- und Weiterbildung
- Kinder und Jugendliche
- Psychopharmaka
- Psychotherapie
- Forschung
- Menschen in Heimen
- Betreutes Wohnen in Familien/Familienpflege (BWF)
- Sucht
- Arbeit und Beschäftigung
- Arbeitskreis Pflege

Weitere Angebote der DGSP sind die Beratung von Teams, Trägern und Behörden bei der Planung und Einrichtung sozialpsychiatrischer Modelle.
Seit 1979 erforscht die DGSP die Beteiligung der deutschen Psychiatrie in die „Euthanasie“-Aktionen der Nationalsozialisten, der Aktion T4 und der Aktion Brandt. Sie setzt sich für eine Verbesserung der Armutsberichterstattung und gegen moderne Formen der Abwertung menschlichen Lebens in der Debatte um Sterbehilfe und zum Schutz der Menschenrechte und der Menschenwürde im Hinblick auf die Anwendung von Biologie, Medizin und Biomedizin ein. Die DGSP betreibt im Rahmen eines dreijährigen Projektes die Förderung und Vernetzung unabhängiger und „trialogisch“ aufgebauter Beschwerdestellen mit dem Ziel, eine nutzerorientierte Qualitätssicherung im Gemeinwesen zu etablieren.